# 東村芽依

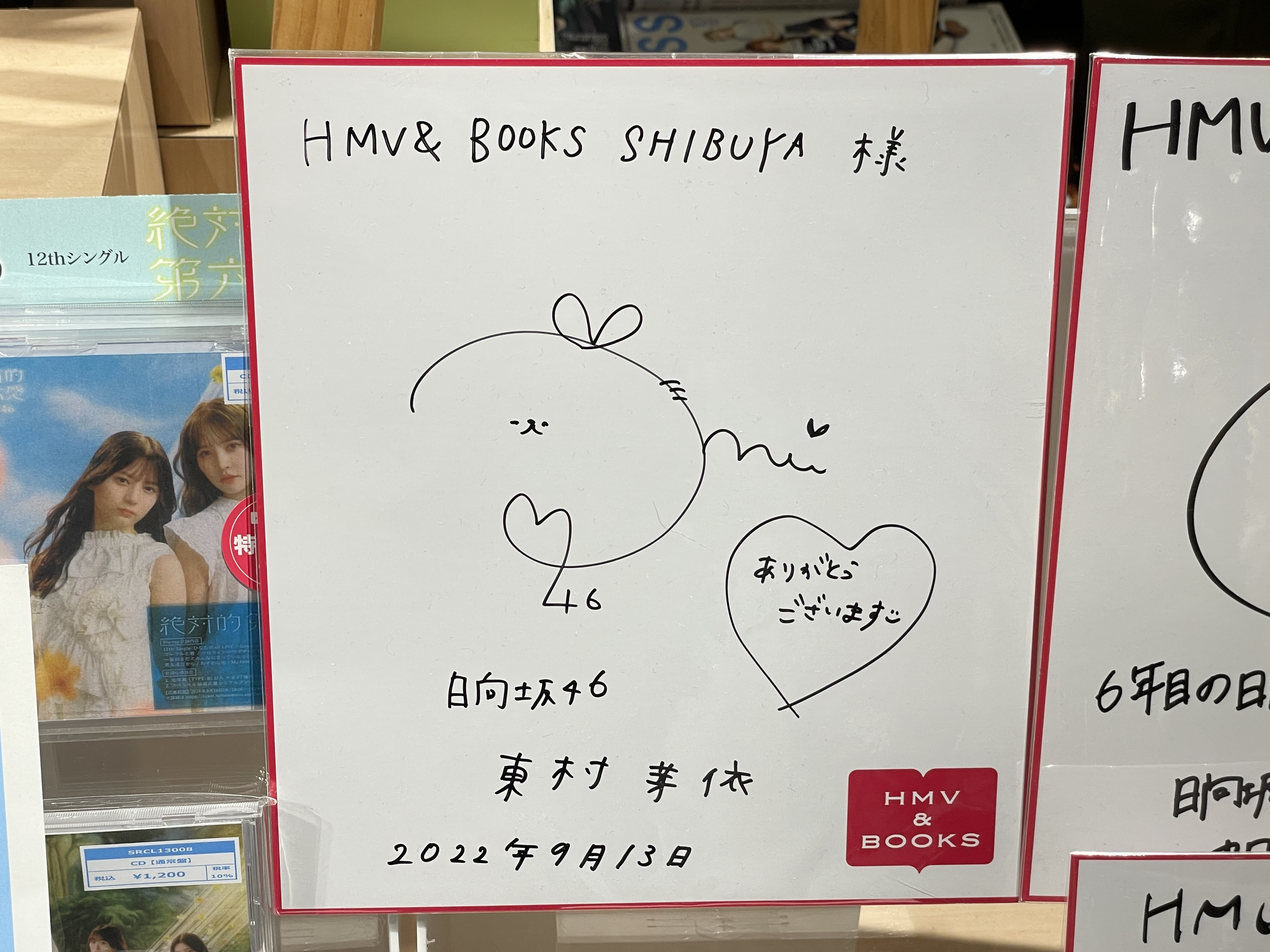
東村芽依的簽名

東村芽依（日语：／ Higashimura Mei，1998年8月23日—）是日本前偶像藝人，為女性偶像團體日向坂46前成員，奈良縣出身，前所屬經紀公司為Seed & Flower。2016年以平假名櫸坂46一期生身分出道。2025年1月25日自日向坂46畢業。

## 早年生活
1998年8月23日，東村出生於奈良縣，是三姊妹中的么女。
她在小學六年級之前學過鋼琴。國中時期曾加入儀隊社，高中時期則加入茶道社。

## 經歷
東村原本對偶像沒有特別的興趣，但在高中三年級時，因為姐姐的推薦，而報名參加平假名櫸坂46成員徵選
2016年5月8日，東村通過平假名櫸坂46一期生徵選，並在11日SHOWROOM直播中首次披露。
2017年3月，從高中畢業。10月20日，以本人角色參與平假名櫸坂46一期生主演的電視劇《Re:Mind》，是首次出演電視劇。
2020年2月19日發行的日向坂46第4張單曲《才沒這回事呢》中首次獲選為前列選拔成員。
2021年4月，東村公布自己的粉絲名為「Yancharu」（やんちゃる）。5月26日發行的日向坂46第5張單曲《只有你最強》的收錄曲《怎麼辦？怎麼辦？怎麼辦？》（どうする？どうする？どうする？）中首次擔任Center。
2022年6月1日，開設個人Instagram帳號。9月13日，發行首本個人寫真集《發現了》（見つけた），在故鄉奈良縣、東京都、九州地方拍攝。以3.8萬銷量取得Oricon公信榜書籍週榜寫真集及綜合部門第1位。
2024年8月6日，於個人部落格中宣布將於第12張單曲《絕對第六感》的活動結束後畢業。12月23日，於日向坂46的冠名節目《在日向坂見面吧》中舉辦東村的畢業環節，節目最後由主持人奧黛麗給與畢業證書，也是最後一次出演該節目。
2025年1月25日，於幕張Event Hall舉行畢業典禮，正式從日向坂46畢業，結束約9年的偶像生涯。2月28日，在日向坂46官網發布最後一篇博客。同日，東村於日向坂46官方網站內的個人部落格正式關閉。

## 人物
- 擁有出色的運動能力[30]，在小學馬拉松比賽連續五年奪冠[31]。在櫸坂46冠名節目《櫸字，會寫嗎？》測量的50米賽跑[註 1]成績為7.6秒[34]，無論短跑或長跑都很擅長，因此經常被稱為「奈良的獵豹」[35]。
- 國中時，在定期演奏會上看見樂旗隊表演後深受吸引，加入了樂旗隊部[36]。高中則因「想玩」而加入每週只活動一次的茶道部[37]。在《KEYABINGO!4》中，她曾實際泡茶，展現過自身的茶道技藝[36][38]。
- 特技是國中時期樂旗隊部練習的槍枝旋轉（轉禮槍）[39]，她也曾在平假名櫸坂46的首次單獨活動「平假招待会」（ひらがなおもてなし会）上表演過[40]。
- 她的舞蹈實力也受到肯定，曾在《平假名推》中的「成員票選舞蹈最強成員排名」中獲得第一名[34]，特別擅長Hip Hop舞風[34]。

## 演唱歌曲
- 標註「★」符號者，表示該首歌曲有拍攝MV。

### 單曲
日向坂46
|      | 發行日期       | 單曲名稱              | 參與歌曲名稱              | 名義      | 收錄於 | MV | 備註                     |
| ---- | -------------- | --------------------- | ------------------------- | --------- | ------ | -- | ------------------------ |
| 1st  | 2019年03月27日 | 心動了                | 心動了                    |           | 全版本 | ★  | A面曲                    |
| 1st  | 2019年03月27日 | 心動了                | JOYFUL LOVE               |           | 全版本 | ★  |                          |
| 1st  | 2019年03月27日 | 心動了                | 滑到耳邊的淚水            | （1期生） | Type-A |    |                          |
| 1st  | 2019年03月27日 | 心動了                | 悸動草                    |           | Type-C | ★  |                          |
| 2nd  | 2019年07月17日 | Do Re Mi Sol La Si Do | Do Re Mi Sol La Si Do     |           | 全版本 | ★  | A面曲                    |
| 2nd  | 2019年07月17日 | Do Re Mi Sol La Si Do | 狐狸                      |           | 全版本 | ★  |                          |
| 2nd  | 2019年07月17日 | Do Re Mi Sol La Si Do | My god                    | （1期生） | Type-C |    |                          |
| 2nd  | 2019年07月17日 | Do Re Mi Sol La Si Do | Cage                      |           | Type-A | ★  | 與丹生明里共同擔任Center |
| 3rd  | 2019年10月02日 | 如此喜歡你可以嗎？    | 如此喜歡你可以嗎？        |           | 全版本 | ★  | A面曲                    |
| 3rd  | 2019年10月02日 | 如此喜歡你可以嗎？    | 真正的時間                |           | 全版本 | ★  |                          |
| 3rd  | 2019年10月02日 | 如此喜歡你可以嗎？    | 川流不止息                |           | 通常盤 |    |                          |
| 4th  | 2020年02月19日 | 才沒這回事呢          | 才沒這回事呢              |           | 全版本 | ★  | A面曲                    |
| 4th  | 2020年02月19日 | 才沒這回事呢          | 青春之馬                  |           | 全版本 | ★  |                          |
| 4th  | 2020年02月19日 | 才沒這回事呢          | 喜歡的意思是…             | （1期生） | Type-A |    |                          |
| 4th  | 2020年02月19日 | 才沒這回事呢          | 為什麼                    |           | Type-C | ★  |                          |
| 5th  | 2021年05月26日 | 只有你最強            | 只有你最強                |           | 全版本 | ★  | A面曲                    |
| 5th  | 2021年05月26日 | 只有你最強            | 聲音的足跡                |           | 全版本 | ★  |                          |
| 5th  | 2021年05月26日 | 只有你最強            | 怎麼辦？怎麼辦？怎麼辦？  | （1期生） | Type-C | ★  | Center                   |
| 5th  | 2021年05月26日 | 只有你最強            | 巨大的夢想壓垮了我        |           | 通常盤 |    |                          |
| 6th  | 2021年10月27日 | 話說                  | 話說                      |           | 全版本 | ★  | A面曲                    |
| 6th  | 2021年10月27日 | 話說                  | 無論多少次無論多少次      |           | 全版本 | ★  |                          |
| 6th  | 2021年10月27日 | 話說                  | 意想不到的雙虹            |           | Type-A |    |                          |
| 6th  | 2021年10月27日 | 話說                  | 夢想到幾歲?               |           | Type-B | ★  |                          |
| 6th  | 2021年10月27日 | 話說                  | 傷停補時                  |           | 通常盤 |    |                          |
| 7th  | 2022年06月01日 | 我這種人              | 我這種人                  |           | 全版本 | ★  | A面曲                    |
| 7th  | 2022年06月01日 | 我這種人              | 飛機雲的形成理由          |           | 全版本 | ★  |                          |
| 7th  | 2022年06月01日 | 我這種人              | 深夜的懺悔大會            | （1期生） | Type-C | ★  |                          |
| 7th  | 2022年06月01日 | 我這種人              | 不知不覺被愛著            |           | 通常盤 |    |                          |
| 8th  | 2022年10月26日 | 星月共舞的Midnight    | 星月共舞的Midnight        |           | 全版本 | ★  | A面曲                    |
| 8th  | 2022年10月26日 | 星月共舞的Midnight    | HEY！OHISAMA！            |           | 全版本 |    |                          |
| 8th  | 2022年10月26日 | 星月共舞的Midnight    | 一生一次的夏天            |           | 通常盤 |    |                          |
| 8th  | 2022年10月26日 | 星月共舞的Midnight    | 10秒天使                  |           | Type-B | ★  |                          |
| 9th  | 2023年04月19日 | One choice            | One choice                |           | 全版本 | ★  | A面曲                    |
| 9th  | 2023年04月19日 | One choice            | 戀愛逃之夭夭              |           | 全版本 | ★  |                          |
| 9th  | 2023年04月19日 | One choice            | 愛唯我擁有                | （1期生） | Type-A |    | 與高本彩花共同擔任Center |
| 9th  | 2023年04月19日 | One choice            | 朋友啊 是夜空中第一顆星星 |           | 通常盤 | ★  |                          |
| 10th | 2023年07月26日 | Am I ready?           | Am I ready?               |           | 全版本 | ★  | A面曲                    |
| 10th | 2023年07月26日 | Am I ready?           | 接觸與感情                |           | Type-A |    |                          |
| 10th | 2023年07月26日 | Am I ready?           | 充滿骨架的暑假            | （1期生） | Type-B |    | Center                   |
| 10th | 2023年07月26日 | Am I ready?           | 玻璃窗髒了                |           | 通常盤 | ★  |                          |
| 11th | 2024年05月08日 | 你是蜜瓜              | 你是蜜瓜                  |           | 全版本 | ★  | A面曲                    |
| 11th | 2024年05月08日 | 你是蜜瓜              | 緊隨我後                  |           | 通常盤 | ★  |                          |
| 12th | 2024年09月18日 | 絕對第六感            | 絕對第六感                |           | 全版本 | ★  | A面曲                    |
| 12th | 2024年09月18日 | 絕對第六感            | 永遠的蘇菲亞              |           | Type-A |    |                          |
| 12th | 2024年09月18日 | 絕對第六感            | 妄想大波斯菊              |           | Type-C |    | 與丹生明里合唱           |

平假名櫸坂46
| 發行日期       | 歌名                 | 名義                | 收錄於                       | MV | 備註 |
| -------------- | -------------------- | ------------------- | ---------------------------- | -- | ---- |
| 2016年08月10日 | 平假名櫸             | 平假名櫸坂46        | 櫸坂46《世界上只有愛》通常盤 |    |      |
| 2016年11月30日 | 跳得比誰都還高！     | 平假名櫸坂46        | 櫸坂46《兩人季節》Type-B     | ★  |      |
| 2017年04月05日 | W-KEYAKIZAKA之詩     | 櫸&平假名櫸坂組     | 櫸坂46《不協和音》全版本     | ★  |      |
| 2017年04月05日 | 穩定交往中           | 平假名櫸坂46        | 櫸坂46《不協和音》Type-D     | ★  |      |
| 2017年10月25日 | 依然要前進           | 平假名櫸坂46第1期生 | 櫸坂46《就算風吹》全版本     | ★  |      |
| 2017年10月25日 | NO WAR in the future | 平假名櫸坂46        | 櫸坂46《就算風吹》Type-B     |    |      |
| 2018年03月07日 | 看著當下             | 平假名櫸坂46第1期生 | 櫸坂46《打破玻璃！》Type-B   | ★  |      |
| 2018年08月15日 | 快樂氛圍             | 平假名櫸坂46        | 櫸坂46《矛盾心理》Type-B     | ★  |      |
| 2019年02月27日 | 想對你說的話         | 平假名櫸坂46        | 櫸坂46《黑羊》全版本         | ★  |      |
| 2019年02月27日 | 擁抱你               | 平假名櫸坂46        | 櫸坂46《黑羊》Type-B         |    |      |

### 專輯
日向坂46
|     | 發行日期       | 專輯名稱   | 參與歌曲名稱              | 名義      | 收錄於 | 備註 |
| --- | -------------- | ---------- | ------------------------- | --------- | ------ | ---- |
| 1st | 2020年09月23日 | HINATAZAKA | 心機小可愛                |           | 全版本 | ★    |
| 1st | 2020年09月23日 | HINATAZAKA | 跳得比誰都還高！2020      |           | Type-A |      |
| 1st | 2020年09月23日 | HINATAZAKA | 日向坂                    |           | Type-A |      |
| 1st | 2020年09月23日 | HINATAZAKA | NO WAR in the future 2020 |           | Type-B |      |
| 1st | 2020年09月23日 | HINATAZAKA | 不顧一切地                |           | Type-B |      |
| 1st | 2020年09月23日 | HINATAZAKA | My fans                   |           | Type-B |      |
| 1st | 2020年09月23日 | HINATAZAKA | 約定之卵 2020             |           | 通常盤 |      |
| 2nd | 2023年11月08日 | 脈動的感情 | 你從零變為一吧            |           | 全版本 | ★    |
| 2nd | 2023年11月08日 | 脈動的感情 | 最初的白晝                | （1期生） | Type-A |      |

平假名櫸坂46
|     | 發行日期       | 專輯名稱   | 參與歌曲名稱             | 名義      | 收錄於 | 備註 |
| --- | -------------- | ---------- | ------------------------ | --------- | ------ | ---- |
| 1st | 2018年06月20日 | 起跑的瞬間 | 沒有期待的自己           |           | 全版本 | ★    |
| 1st | 2018年06月20日 | 起跑的瞬間 | 不准敲門！               |           | Type-A |      |
| 1st | 2018年06月20日 | 起跑的瞬間 | 約定之卵                 |           | Type-A |      |
| 1st | 2018年06月20日 | 起跑的瞬間 | 夏色的穆勒鞋             |           | Type-B |      |
| 1st | 2018年06月20日 | 起跑的瞬間 | 來到夏天的邊界線         | （1期生） | Type-B |      |
| 1st | 2018年06月20日 | 起跑的瞬間 | 像車輪摩擦般哭泣的你     |           | Type-B |      |
| 1st | 2018年06月20日 | 起跑的瞬間 | 到底是誰強迫這樣的排隊？ | （1期生） | 通常盤 |      |
| 1st | 2018年06月20日 | 起跑的瞬間 | 平假名的戀愛             |           | 通常盤 |      |

櫸坂46
|     | 發行日期       | 專輯名稱 | 參與歌曲名稱         | 名義            | 收錄於 | 備註 |
| --- | -------------- | -------- | -------------------- | --------------- | ------ | ---- |
| 1st | 2017年07月19日 | 抹黑純真 | 太陽不會選擇抬頭的人 | 櫸&平假名櫸坂組 | Type-A |      |
| 1st | 2017年07月19日 | 抹黑純真 | 永遠的白線           | 平假名櫸坂46    | Type-B |      |

## 演出

### 電視節目
- SASUKE（TBS）
  - 第39回大会 SASUKE2021（2021年12月28日）[41][42]
  - 第40回大会 SASUKE2022（2022年12月27日）[43][44][45]
  - 第41回大会 SASUKE2023（2023年12月27日）[46][47]

### 電視劇
- Re:Mind（2017年10月20日－12月29日，東京電視台）：飾演 東村芽依[12]
- DASADA系列（日本電視台）：飾演 羽杯（ぐいのみ）[48]
  - DASADA（2020年1月16日－3月19日）[49]
  - DASADA ～迎向未來的倒數計時～（2020年7月2日－9月10日）[50]
- 聲春！（2021年4月29日－7月1日，日本電視台）：飾演 艾瑪[51]

### 活動
- 殘美 THE ROOM 最後的選擇（2019年7月31日－8月11日，澀谷HIKARIE）[52]
- DAZN 亞足聯亞洲區預選賽 應援大使[53]
  - 2022年國際足總世界盃外圍賽 – 亞洲區第三圈（2021年9月2日－2022年3月29日）

## 書籍

### 寫真集
- 發現了（見つけた；2022年9月13日，白夜書房）[54][55]

## 備註
1. ↑  2017年10月連續三週播出的「漢字vs平假名 秋季大運動會」節目中進行了測量[32]。當時東村19歲，同年齡層的50公尺跑平均成績為9.16秒[33]。
2. ↑  包含漢字櫸、平假名櫸在內的櫸坂46全體成員。

## 外部連結
- 東村芽依的Instagram帳戶（2022年6月1日－）（日語）

日向坂46
- 官方网站（日語）
- 東村芽依 官方部落格  - 日向坂46官方網站（2016年8月2日－2025年2月28日）（日語）
- 東村 芽依（日向坂46）的SHOWROOM專頁（日語）
- 日向坂46東村芽依1st写真集《見つけた》【公式】的X（前Twitter）（日語）